# Pervâneoğulları
Les Pervâneoğulları forment une petite et éphémère dynastie beylicale qui a régné sur Sinop et sa région de 1277 environ, jusqu’en 1322 où ils sont supplantés par la dynastie Candar (Candaroğulları).

## Histoire
L’éponyme de la dynastie est Muineddin Süleyman, vizir des derniers sultans seldjoukides de Roum depuis Kay Khusraw II avant 1243 et la bataille la bataille de Köse Dağ jusqu’en 1277 où il est assassiné en sur l'ordre de l'Ilkhan Abaqa. Après la mort de Muiniddin Süleyman, Sahip Ata qui était déjà un vizir de Kay Kâwus II vers 1250, devient le nouveau vizir. Après la prise de pouvoir de Kılıç Arslan IV en 1261, Muiniddin Süleyman avait pris le titre de « Pervane » (ordre) qui donne son nom à la dynastie.
Avant qu'il ne soit exécuté en 1277, ses enfants ont constitué un petit beylicat à Sinop et Tokat le long de la mer Noire et dans l'arrière pays là où Pervane avait ses domaines personnels.

### Les successeurs
Muineddin Mehmed est le fils de Pervane qui l’a désigné comme gouverneur de Sinop peu après sa reconquête contre l’empire de Trébizonde en 1261. Le beylicat proclame son indépendance après la mort de Pervane.
Son fils Muhazzebeddin Mahmud lui succède avec le titre d’émir, il reste vassal des Mongols.
En 1322, avec Gazi Çelebi, dernier représentant de la dynastie, le beylicat devient une véritable puissance navale sur la mer Noire. La marine de Sinop entreprend des raids contre les possessions des Génois, la Crimée et contre ses voisins de l’empire de Trébizonde. En 1322, Gazi Çelebi décède sans héritier mâle. Sinop passe alors aux mains des Jandarides.

## La dynastie

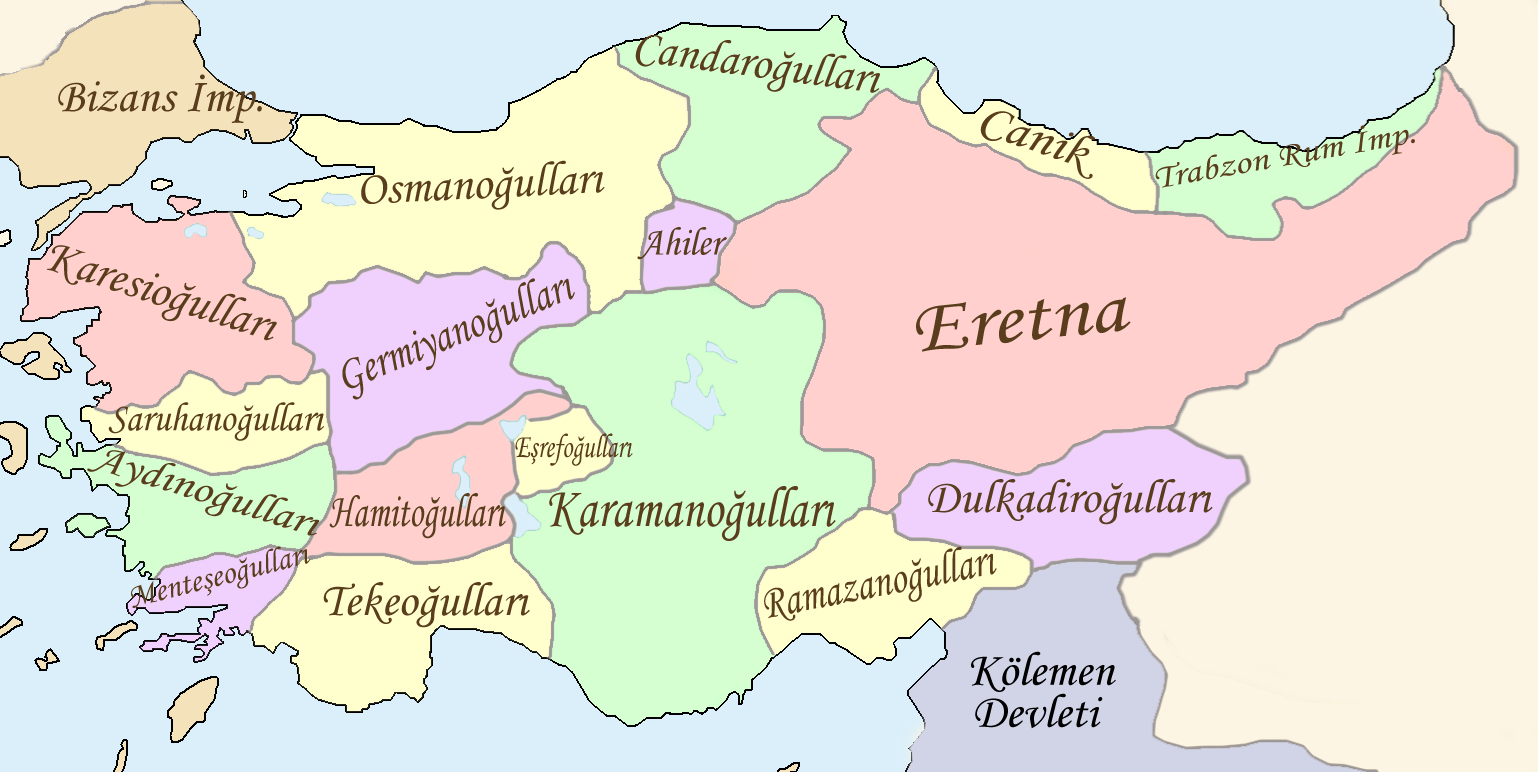
Carte des beylicats d’Anatolie formés après la Bataille de Köse Dağ (26 juin 1243).

| ~1240-1277 | Mu`in ad-Dîn Suleyman « Pervane »                 | Muineddin Süleyman « Pervane »                    |                                                   | Éponyme de la dynastie.                           |
| 1277-1297  | Mu'in ad-Din Muhammad                             | Muineddin Mehmed                                  | Pervane                                           | Fondateur du beylicat à Sinop.                    |
| 1297- ?    | Muhadhdhib al-Dîn Mas`ûd                          | Muhazzebeddin Masud                               | Mehmed                                            |                                                   |
| ? -1322    | Ghâzî Chelebi                                     | Gazi Çelebi                                       | Masud                                             |                                                   |
| 1322       | Annexion au beylicat des Candar (Candaroğulları). | Annexion au beylicat des Candar (Candaroğulları). | Annexion au beylicat des Candar (Candaroğulları). | Annexion au beylicat des Candar (Candaroğulları). |